# Michael Calfan

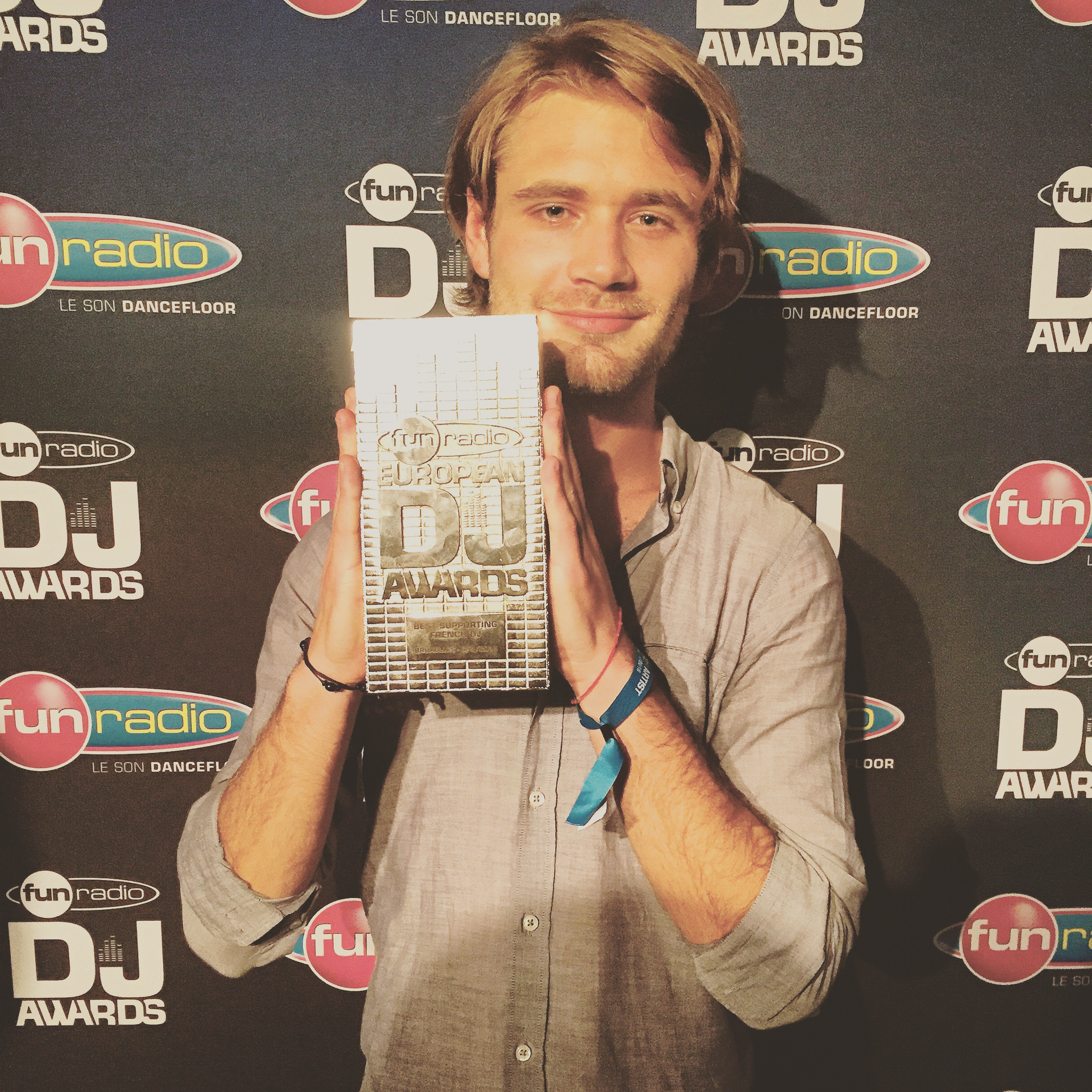
Michael Calfan

Michael Calfan (* 1990 in Paris) ist ein französischer DJ und Musikproduzent.

## Geschichte
2008 wurde Michael Calfan von Bob Sinclar entdeckt und von seinem Label Yellow Productions unter Vertrag genommen.

## Diskografie

### Singles
- 2008: Twisted Bitch [Yellow Productions]
- 2010: Galactica [Bob Sinclar Digital]
- 2010: Go [Bob Sinclar Digital]
- 2010: She Wants It [Yellow Productions]
- 2010: Disco Inferno [Strictly Rhythm]
- 2010: The World [Hugh Recordings]
- 2010: Ching Choing (feat. Kaye Styles) [Bob Sinclar Digital]
- 2011: The Bomb [Bob Sinclar Digital]
- 2011: Spider [Bob Sinclar Digital]
- 2011: Leather [Bob Sinclar Digital]
- 2011: Black Rave [Bob Sinclar Digital]
- 2011: Resurrection (inc. Axwell Recut Club Version) [Yellow Productions]
- 2012: Mozaik [Stealth Records]
- 2013: Let Your Mind Go (vs. John Dahlbäck feat. Andy P) [Spinnin’ Records]
- 2013: Lion (Feel The Love) (mit Fedde Le Grand) [Flamingo Recordings]
- 2013: Falcon [Protocol Recordings]
- 2014: Feel the Love (mit Fedde Le Grand feat. Max’C) [Flamingo Recordings]
- 2014: Prelude [Spinnin’ Records]
- 2015: Treasured Soul [Spinnin’ Records]
- 2015: Mercy [Spinnin’ Records]
- 2015: Breaking the Doors [Spinnin’ Records]
- 2015: Nobody Does It Better [Spinnin’ Records] (UK: Silber)
- 2016: Brothers [Spinnin’ Records]
- 2016: Thorns (feat. Raphaella) [Spinnin’ Records]
- 2016: Over Again [Spinnin’ Records]
- 2018: On You [Warner Bros. Records]
- 2018: Got You [Warner Bros. Records]
- 2018: It’s Wrong (feat. Danny Dearden) [Warner Bros. Records]
- 2018: Sydney’s Song [Warner Bros. Records]
- 2019: My Place (feat. Ebenezer) [Warner Bros. Records]
- 2019: Wild Game (feat. Monique Lawz) [Spinnin’ Records]
- 2019: Could Be You (feat. Danny Dearden) [Spinnin’ Deep]
- 2020: No Lie (mit Martin Solveig) [Spinnin’ Records]
- 2020: Last Call [Spinnin’ Records]
- 2020: Call Me Now (mit INNA) [Spinnin’ Records]
- 2021: Bittersweet [Spinnin’ Records]
- 2021: Body [Spinnin’ Records]

### Remixes
- 2010: SomethingALaMode feat. K Flay – 5am [Yellow Productions]
- 2010: Lyszak – Tonight [Bob Sinclar Digital]
- 2010: Louis Botella & DJ Joss – Change the World [Yellow Productions]
- 2011: Jidax – Get Crushed [Follow Recordings]
- 2011: Ron Carroll & Michael Canitrot – When You Got Love [Aime Music]
- 2011: David Guetta feat. Nicki Minaj – Turn Me On [F*** Me I’m Famous]
- 2012: Bob Sinclar feat. Snoop Dogg – Wild Thing [Yellow Productions]
- 2012: David Guetta feat. Sia – She Wolf (Falling to Pieces) [What A Music]
- 2012: Regi, Dimitri Vegas & Like Mike – Momentum [Smash The House]
- 2013: Marcus Schossow – Reverie [Axtone Records]
- 2014: Switchfoot – Who We Are [Atlantic Records]
- 2015: Oliver Heldens – Koala [Spinnin’ Remixes]
- 2015: Major Lazer – Powerful
- 2015: Duke Dumont – Ocean Drive